# Az elfeledett herceg
Az elfelejtett herceg (eredeti cím: Le Prince oublié) 2020-ban bemutatott francia kaland-filmvígjáték, amelyet Michel Hazanavicius írt és rendezett. A főszerepben Bérénice Bejo, Omar Sy, François Damiens, Sarah Gaye és Théo Hellermann látható.
A filmet Magyarországon 2020. szeptember 17-én mutatta be a Vertigo Media Kft.

## Cselekmény
Mint minden este, Dzsibi, az egyedülálló apa kitalál egy történetet, hogy elaltassa nyolcéves kislányát, Sofiát. Az utóbbi egy álom közepette egy elvarázsolt világ hercegnőjeként látja magát a herceg oldalán, akinek esküdt ellensége Pritprout. A herceg nem más, mint az apja. Három évvel később a lány felnőtté válik és középiskolába megy. Már nincs szüksége az apja történeteire, és elköltözik tőle. Minden figyelmét az "új hercegére", Maxre összpontosítja. Dzsibi megpróbál újra a lánya hősévé válni. Ebben új szomszédja, Clotilde segítségére is számíthat.

## Szereplők
- Omar Sy: Djibi / A herceg
- François Damiens: Pritprout
- Bérénice Bejo: Clotilde / Nő az ajtóban
- Sarah Gaye: Sofia tizenkét évesen
- Keyla Fala: Sofia nyolcévesen / A hercegnő
- Bénédicte Mbemba: Sofia felnőttként
- Néotis Ronzon: Max / Az új herceg
- Philippe Vieux: Wallace
- Philippe Uchan: Bernard
- Philippe Hérisson: Johnny
- Mustapha Abourachid: Brice
- Warren Zavatta: Nicolas
- Olivier Merle: a kék masztiff
- Eye Haïdara: Az anya / királynő
- Laurent Bateau: pingvin (hangja)
- Éric Judor: cowboy (hangja)
- Lionel Abelanski: birkózó (hangja)
- Nathalie Levy-Lang: a baba (hangja)
- Serge Hazanavicius: a képzeletbeli világ hangja

## A film készítése
A gyerekkori Sofia eljátszására a produkció gyakorlatlan színésznőket válogatott. Így a fiatal Keyla Falát egy iskolai tanfolyam végén látták meg.
A forgatás 2018. július 23-án kezdődött Párizsban, a suresnes-i Henri-Sellier kollégiumban és a Bry-sur-Marne stúdióban. Omar Sy bejelentette az instagramján, hogy 2018. október 5-én ért véget a film készítése: „Tizenegy hét együtt, intenzív forgatás egy csodálatos csapattal körülvéve. Köszönöm mindannyiuknak.”

## Filmzene
1. Le Prince oublié
2. Le Monde des histoires
3. Le Grand Studio
4. Le Passé, le Présent et le Futur
5. Le prince apparaît
6. Histoire finie, avant même de commencer
7. La Femme à la porte
8. Sofia se retourne le dos
9. Pritprout
10. On reprend le plan
11. Sur la pointe des pieds
12. Des rôles pour tout le monde
13. Earthquake!
14. La princesse est en danger
15. Les Oubliettes
16. La Reine mère
17. Un cœur vaillant
18. C'est fini pour de bon
19. Ça y est
20. C'est l'histoire des Oubliés
21. Tell Me a Story - Natalie Prass & Howard Shore
22. Papa - Fantine

## Fogadtatás
A film vegyes kritikákat kapott. Az AlloCiné oldalán 2.8 pontot szerzett a maximális ötből,  a Le Figaro 3 ponttal értékelte az ötből, míg a Libération honlapján szintén 2 pontot szerzett az ötből.